# Салаватський міський округ
Салава́тський міський округ (рос. Салаватский городской округ) — адміністративна одиниця Республіки Башкортостан Російської Федерації.
Адміністративний центр та єдиний населений пункт — місто Салават.

## Населення
Населення району становить 151571 особа (2019, 156095 у 2010, 158600 у 2002).